# Arkansas' flag
Arkansas' flag består af en rød dug, hvorpå der er placeret en blå og hvid rhombe dekoreret med stjerner og delstatens navn.
Farverne er USA's flagfarver. Rhomben, eller diamantformen, skal symbolisere at Arkansas var den eneste delstat, hvor der blev udvundet diamanter. Der er 25 stjerner i den blå ramme, og det skal symbolisere, at Arkansas var delstat nummer 25 optaget i unionen. To af stjernerne i det midterste felt repræsenterer delstaterne Arkansas og Michigan, to søsterstater som blev optaget i unionen samtidig. 
Den første version af Arkansas' flag blev indført i 1913, dengang med tre stjerner i det midterste hvide felt. Antallet af stjerner blev i 1923 øget til fire, idet den fjerde stjerne repræsenterer Amerikas Konfødererede Stater. I 1924 fandt stjernerne den placering, de endnu står i.
Flaget er tegnet af Willie Hocker og blev udvalgt blandt 65 forskellige forslag. 